# Hôtel de Rouvière
L'hôtel de Rouvière est un hôtel particulier situé à Marvejols, en France. L'édifice est classé en totalité par arrêté du 20 octobre 2006; c'est une demeure bourgeoise du début du règne de Louis XIV, dans laquelle l’essentiel du second œuvre et des décors ont été préservés.

## Description
Sa période de construction date de la 2nde moitié du XVIIe siècle

## Localisation
L'ancien Hôtel De Rouvière se situe dans la région Occitanie, dans le département français de la Lozère (48), et est situé sur la commune de Marvejols.